# Аксуат (Теректинський район)
Аксуа́т (каз. Ақсуат) — село у складі Теректинського району Західноказахстанської області Казахстану. Адміністративний центр Аксуатського сільського округу.
Населення — 1078 осіб (2021; 1121 у 2009, 1057 у 1999, 999 у 1989).